# Comunidade quilombola Saracura (Santarém)
Saracura é uma comunidade remanescente de quilombo e também uma comunidade ribeirinha, populações tradicionais brasileiras, localizada às márgens do Rio Amazonas, no município brasileiro de Santarém, no Pará. A comunidade de Saracura é formada por uma população de 92 famílias, distribuídas em uma área de 2.889,9571 hectares. O território foi certificado como remanescente de quilombo (reminiscências históricas de antigos quilombos) em 2010, pela Fundação Cultural Palmares.
Esta comunidade teve o Relatório Técnico de Identificação e Delimitação publicado em 2008 (etapa da regularização fundiária), mas ainda está com a situação fundiária em análise (não titulada) no INCRA.

## Tombamento
O tombamento de quilombos é previsto pela Constituição Brasileira de 1988, bastando a certificação pela Fundação Cultural Palmares:
Art. 216. Constituem patrimônio cultural brasileiro os bens de natureza material e imaterial, tomados individualmente ou em conjunto, portadores de referência à identidade, à ação, à memória dos diferentes grupos formadores da sociedade brasileira [...]
§ 5º Ficam tombados todos os documentos e os sítios detentores de reminiscências históricas dos antigos quilombos.
Portanto, a comunidade quilombola de Saracura é um patrimônio cultural brasileiro, tendo em vista que recebeu a certificação de ser uma "reminiscência histórica de antigo quilombo" da Fundação Cultural Palmares no ano de 2010.

## Situação territorial
Povos Tradicionais ou Comunidades Tradicionais são grupos que possuem uma cultura diferenciada da cultura predominante local, que mantêm um modo de vida intimamente ligado ao meio ambiente natural em que vivem. Através de formas próprias: de organização social, do uso do território e dos recursos naturais (com relação de subsistência), sua reprodução sócio-cultural-religiosa utiliza conhecimentos transmitidos oralmente e na prática cotidiana. A comunidade de Saracura tem como base de sua economia a agricultura e a pesca. Na época das cheias do rio, os moradores elevam o assoalho das casas (processo que chamam de "marrombar"), às vezes chegando até o teto, quando se mudam para outro local (chamado de "terra firme").
A falta do título da terra (regularização fundiária) cria para as comunidades quilombolas uma dificuldade de desenvolver a agricultura, além dos conflitos com os fazendeiros de suas regiões e a impossibilidade de solicitar políticas sociais e urbanas para melhorias de condições de vida, como infraestrutura urbana de redes de energia, água e esgoto. No caso da comunidade de Saracura, os principais conflitos são contra mineração, garimpo e siderurgia, além da pecuária.
Em setembro de 2020, a Federação das Organizações Quilombolas de Santarém (FOQS) ingressou com pedido de ação do Ministério Público contra a construção de porto de combustíveis da empresa Atem’s Distribuidora de Petróleo, às margens do rio Amazonas e na entrada do Lago Maicá, no bairro Área Verde, em Santarém. Segundo a comunidade de Saracura, não houve consulta livre, prévia e informada às 10 mil famílias de quilombolas, indígenas e pescadores que serão impactadas pela obra, conforme obrigatoriedade definida pela Convenção 169 (mais conhecida como Convenção sobre os Povos Indígenas e Tribais), da Organização Internacional do Trabalho. As 10 mil família dependem do lago para sua sobrevivência.
Segundo o Ministério Público Federal e o Ministério Público do Pará, em abril de 2020, a empresa já havia sido denunciada por fraude no licenciamento ambiental desse empreendimento (que em setembro já estava com 97% das obras concluídas): a empresa Atem’s não indicou que haveria transporte de cargas perigosas, nem armazenamento de combustíveis e outros derivados de petróleo. Apurou-se que a Atem’s teve o "processo de licenciamento ambiental facilitado, com menos exigências e mais celeridade".

Mesmo antes do funcionamento do porto de combustíveis, as comunidades quilombolas mais distantes já sentiam impactos na pesca, porque os pescadores saíram da região do Lago Maicá e se movimentaram para lá; implicando em conflitos e violência. A empresa respondeu aos processos sugerindo que a lógica da avaliação dos impactos fosse invertida para tentar liberar a retomada das obras: buscando consultar as comunidades com as obras já em 97% concluídas, portanto, obtendo as licenças prévias e certificações na fase final das atividades.